# 球壳柯
球壳柯（学名：Lithocarpus sphaerocarpus）是壳斗科柯属的植物。分布于越南北部以及中国大陆的广西、云南等地，生长于海拔600米至1,300米的地区，常生于山地常绿阔叶林中，目前尚未由人工引种栽培。

## 别名
各黎（广西德保） 球果石栎